# Alfred Ilg
Alfred Heinrich Ilg (Frauenfeld, 30 maart 1854 - Zürich, 7 januari 1916) was een Zwitsers ingenieur en raadgever van keizer Menelik II van Ethiopië. Hij was tevens minister van Buitenlandse Zaken van Ethiopië.

## Biografie

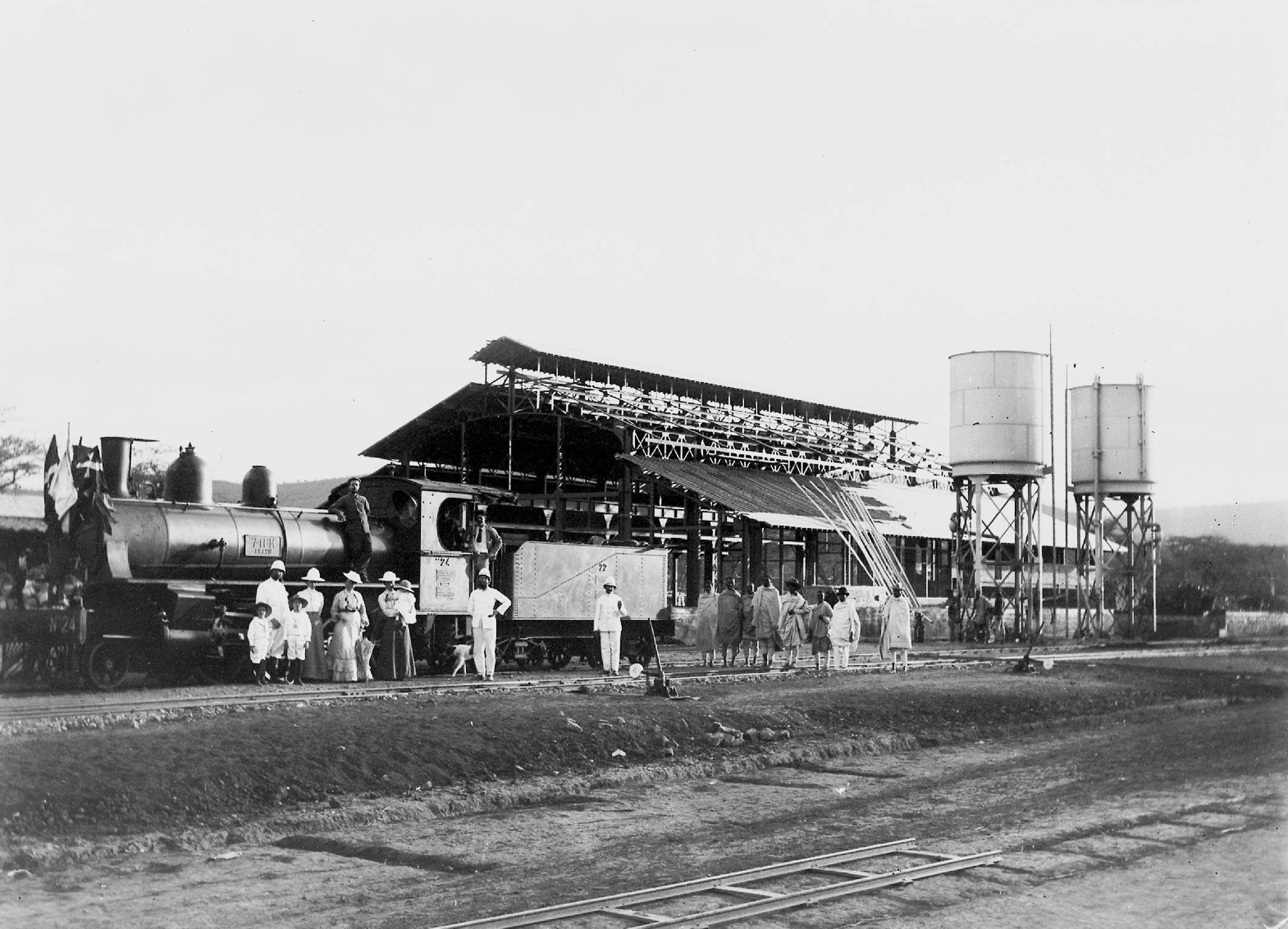
Ilg met zijn gezin in het station van Dire Dawa in aanbouw. Het station ligt op de spoorlijn Djibouti-Addis Abeba.

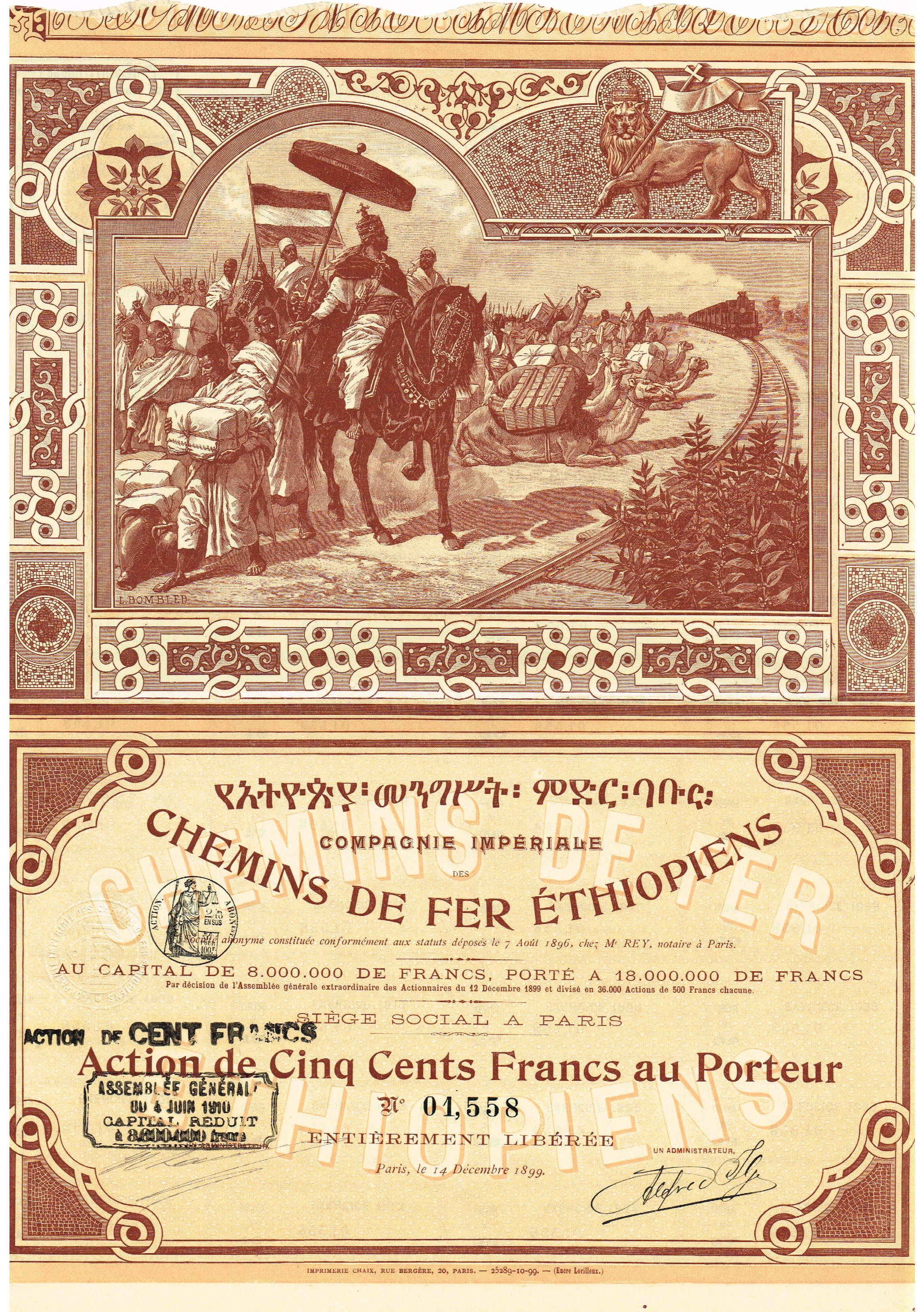
Aandeel van de Compagnie impériale des Chemins de fer éthiopiens uit 1899, ondertekend door Ilg.

Ilg werd geboren in Frauenfeld in 1854. Hij studeerde mechanica aan de Federale Polytechnische Hogeschool van Zürich tussen 1873 en 1876 en studeerde er af als ingenieur. Vervolgens was hij een tijdje werkzaam in Bern.
In 1879 werd hij namens een Zwitserse onderneming naar Ethiopië gestuurd, waar hij in dienst ging bij de hofhouding van Menelik II, de negus van Shewa die in 1889 keizer van Ethiopië werd. In Ethiopië leerde hij het Amhaars. Ilg droeg bij aan de ontwikkeling van de Ethiopische hoofdstad Addis Abeba en aan de ontwikkeling van nieuwe wapens en munitie en de aanleg van bruggen en wegen, die de Ethiopiërs zouden helpen om in 1896 de Slag bij Adwa te winnen van de Italianen, waarmee er een einde kwam aan de Eerste Italiaans-Ethiopische Oorlog.
Nadien werd Ilg een intimus en raadgever van keizer Menelik II, die hem tevens tot minister van Buitenlandse Zaken benoemde. Op vraag van keizer Menelik II liet Ilg Zwitserse technici overkomen uit Zwitserland om in Ethiopië een post-, telefoon- en telegrafienetwerk uit te bouwen. In het kader van deze opdracht stond Ilg samen met onder andere Léon Chefneux in voor de aanleg van de spoorlijn Djibouti-Addis Abeba, die hoofdstad Addis Abeba verbindt met Djibouti, een havenstad aan de Golf van Aden en in die tijd onderdeel van het Keizerrijk Ethiopië. 
Ilg was eveneens betrokken bij het invoeren van een nationale munteenheid in Ethiopië. Hij bestudeerde tevens de fauna en flora in Ethiopië en schreef verschillende boeken en artikels over de politieke justitiële en militaire aangelegenheden in Ethiopië.
Hij huwde tweemaal, een eerste maal met een Ethiopische vrouw en na diens overlijden een tweede maal in 1895 met Fanny Gattiker, een dochter van burgemeester Albert Gattiker van de gemeente Hirslanden. Zij kregen een zoon, die ze naar keizer Menelik vernoemden. In Afrika had hij contact met de Franse dichter Arthur Rimbaud.
In 1907 nam hij onstslag uit zijn Ethiopische functies en keerde hij terug naar Zwitserland, waar hij in 1916 op 61-jarige leeftijd zou overlijden. In 1918 zou zijn landgenoot Conrad Keller over een boek schrijven over zijn leven.